# Каменецкая сельская община
Каменецкая сельская община (укр. Кам'янецька сільська громада) — территориальная община в Черновицком районе Черновицкой области Украины.
Административный центр — село Каменка.
Население составляет 9948 человек. Площадь — 98,3 км².
В соответствии с распоряжением Кабинета Министров Украины от 12 июня 2020 года, в состав общины вошла территория Багриновского, Каменского и Староволчинецкого сельских советов упразднённого Глыбокского района

## Населённые пункты
В состав общины входит 4 села:
- Каменка
- Багриновский старостинский округ:
  - Багриновка
- Староволчинецкий старостинский округ:
  - Белая Криница
  - Старый Волчинец